# Timócaris (cráter lunar)

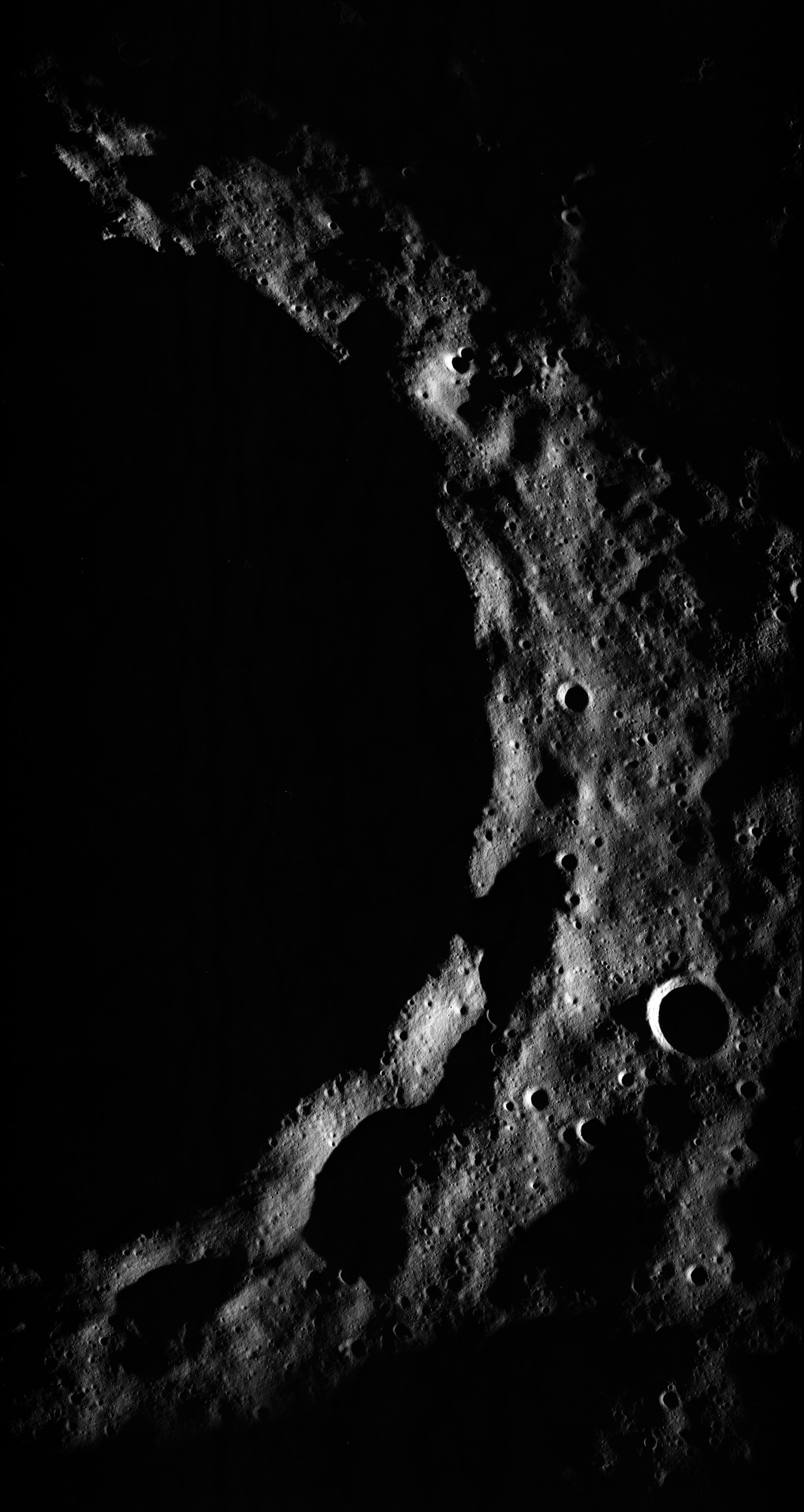
Fotografía de la misión Apolo 15

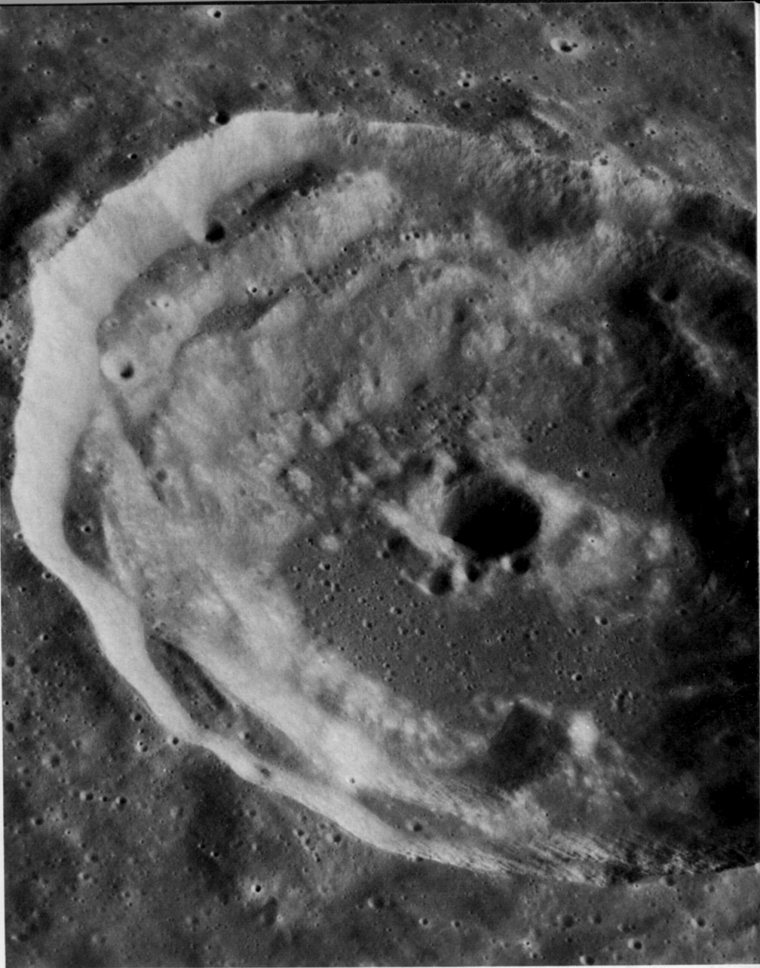
Vista oblicua panorámica desde el Apolo 17. Nótese que el pico central ha sido superpuesto por un impacto posterior.

Timocharis (Timócaris en español) es un prominente cráter de impacto lunar ubicado en el Mare Imbrium. El cráter más cercano de dimensiones comparables es Lambert, situado al oeste. Los cráteres más pequeños Feuillée y Beer se encuentran al este de Timocharis.
Presenta un contorno algo poligonal, con una serie de rampas externas que se extienden a lo largo de 20 kilómetros en todas direcciones. El muro interior está hundido y fuertemente aterrazado. El centro del suelo está ocupado por un cratercillo situado sobre una ligera elevación, que ha eliminado casi completamente el pico central original. El cráter posee un sistema de marcas radiales menor que se extiende por más de 130 km. La ausencia de rayos nítidos sitúa la edad de este cráter en alrededor de mil millones de años o más.
Al norte de Timocharis se localiza una pequeña cadena de cráteres llamada Catena Timocharis.

## Cráteres satélite
Por convención estos elementos son identificados en los mapas lunares poniendo la letra en el lado del punto medio del cráter que está más cercano a Timocharis.
|            | \| Timocharis \| Coordenadas \| Diámetro \| \| ---------- \| ----------------------------- \| -------- \| \| B \| 27°54′N 12°06′O / 27.9, -12.1 \| 33.5 km \| \| C \| 24°48′N 14°12′O / 24.8, -14.2 \| 33.2 km \| \| D \| 23°48′N 15°06′O / 23.8, -15.1 \| 32.7 km \| \| E \| 24°36′N 17°06′O / 24.6, -17.1 \| 32.6 km \| \| H \| 23°36′N 16°36′O / 23.6, -16.6 \| 32.1 km \| |          |
| Timocharis | Coordenadas | Diámetro |
| B          | 27°54′N 12°06′O / 27.9, -12.1 | 33.5 km  |
| C          | 24°48′N 14°12′O / 24.8, -14.2 | 33.2 km  |
| D          | 23°48′N 15°06′O / 23.8, -15.1 | 32.7 km  |
| E          | 24°36′N 17°06′O / 24.6, -17.1 | 32.6 km  |
| H          | 23°36′N 16°36′O / 23.6, -16.6 | 32.1 km  |

Los siguientes cráteres han sido renombrados por la UAI:
- Timocharis A -  Véase  Heinrich (cráter).
- Timocharis F -  Véase  Landsteiner (cráter).
- Timocharis K -  Véase  Pupin (cráter).